# Xantano
La goma xantana o xantano es un polisacárido extracelular producido por la bacteria Xanthomonas campestris B-1459. 

## Características
El aspecto físico del xantano es el de un polvo color crema que se disuelve en agua caliente o fría produciendo soluciones de viscosidad relativamente alta a concentraciones bajas. La viscosidad es alta en un amplio intervalo de concentraciones y las soluciones son estables en un amplio rango de 2.5 a 11 pH, concentración de sales y temperaturas. Estas características son muy favorables para la economía de operaciones donde se la usa como espesante.

## Historia
El descubrimiento del xantano fue el resultado de un programa de búsqueda sistemática o screening iniciado por el departamento de agricultura de EE. UU. Como consecuencia del éxito comercial del dextrano en la década de 1950, el departamento inició un programa exhaustivo de búsqueda de microorganismos capaces de producir polisacáridos solubles en agua en cultivos sumergidos. El resultado de este programa fue el descubrimiento del xantano en la década de 1950 en los laboratorios del Northern Regional Research Laboratories (NRRL) por el equipo de Allene Jeanes, que también había descubierto el dextrano. Durante la década de 1960 se llevaron a cabo investigaciones a escala piloto en varios laboratorios industriales y la producción comercial comenzó a principios de 1964. El conocimiento acumulado en la época sobre los requerimientos nutricionales de X. campestris era amplio por tratarse de un importante fitopatógeno, causante de enfermedades en plantas crucíferas.
El xantano se convirtió en el primer producto biopolimérico de una fermentación a base de azúcar de maíz que tuvo importancia comercial. A raíz de su éxito comenzaron a estudiarse otros polisacáridos microbianos, pero a la fecha el xantano es el que posee mayor volumen de producción, rango de aplicaciones y el único aprobado para uso en alimentos.

## Estructura
La molécula de xantano consta de una cadena principal de D-glucopiranosilo con enlace beta 1-4, como en la celulosa. A la cadena se anexan cadenas laterales de trisacárido compuestas por residuos de D-manopiranosilo y de ácido D-glucopiranosilurónico. Los residuos de manosilo con enlace a 1-2 tienen sustitutos 6-o-acetilo. Un promedio de aproximadamente la mitad de los grupos terminales del a-D-manosilo tienen sustitutos 4,6-o-(1-carboxietilideno).

## Usos
El xantano se agrega a los alimentos para controlar la reología del producto final. El polímero produce un gran efecto sobre propiedades como la textura, liberación de aroma y apariencia, que contribuyen a la aceptabilidad del producto para su consumo. Por su carácter pseudoplástico, tiene una viscosidad elevada en reposo, por lo que se utiliza para estabilizar salsas como el ketchup, ya que hace que no se muevan cuando están sobre el alimento y fluyan libremente cuando se agita el envase. En solución el xantano tiene una sensación menos gomosa en la boca que las gomas con comportamiento newtoniano. También se utiliza como aditivo para añadir elasticidad a las masas hechas de harinas sin gluten en los alimentos especiales para celíacos.
Su comportamiento como antioxidante es mayor que el de otros polisacáridos debido a su gran capacidad de unirse a metales y su comportamiento viscoso.
En la industria farmacéutica y cosmética el xantano se usa como agente emulsificante y para dar cuerpo. Los productos de cuidado personal como champú, cremas, lociones, maquillaje, productos de cuidado capilar y dentífrico pueden formularse con xantano. El xantano otorga a las cremas y lociones una buena sensación en la piel durante y después de la aplicación. En la industria farmacéutica el xantano se usa para mantener en suspensión a los antibióticos u otros fármacos y para lograr formulaciones de dosificación uniforme o estabilizar cremas conteniendo fármacos.
En las aplicaciones agrícolas el xantano se usa como agente de suspensión o espesante. Se utiliza para mejorar la eficiencia de fungicidas, herbicidas e insecticidas al suspender uniformemente los componentes sólidos de las formulaciones en sistemas acuosos o al estabilizar emulsiones y sistemas multifásicos líquidos.
Las propiedades reológicas facilitan la pulverización, reducen la dispersión con el viento, e incrementan la persistencia y adhesión del pesticida.
En la industria petrolera se lo utiliza como aditivo para fluidos de perforación; la seudoplasticidad suministra baja viscosidad en el trépano, donde la velocidad de corte es alta y alta viscosidad en el ángulo donde hay menor velocidad de corte. Esto permite una rápida penetración del trépano y al mismo tiempo que en el ánulo las partículas arrancadas se mantengan en suspensión.
Las soluciones de xantano también se aplican a líquidos de fractura. La fractura hidráulica permite mejorar la productividad del pozo mediante fracturas profundas en el reservorio. La reología del xantano permite una transmisión de presión máxima a la formación y fricción mínima en la tubería y reservorio. En la recuperación secundaria de petróleo se adiciona para reducir la permeabilidad y reducir la movilidad del agua al incrementar su viscosidad.
Otros usos industriales son tintas para impresión a chorro de tinta, procesos para remoción de metales disueltos en minería y películas termocurables con ventajas medioambientales.